# Ана-Марија Боцари
Ана-Марија Боцари (грчки: Αννα-Μαρια Μπότσαρη; рођена 5. октобра 1972) је грчка шахисткиња која носи титулу велемајстора.

## Каријера
Осам пута је (како индивидуално тако и у смислу дељења титуле) освојилагрчко женско шаховско првенство. Освојила је бронзану медаљу на Светском јуниорском првенству у шаху 1990. године и сребрну медаљу 1991. године. Била је најбоље оцењена грчка шахисткиња више од једне деценије.
Боцари је била учесница на међузонским турнирима Светског првенства у шаху за жене 1991, 1993. и 1996. године. На међузонском првенству за жене 1990. у Азову постигла је резултат 9/18, на међузонском првенству за жене 1991. у Суботици 6/13 и на међузонском првенству за жене 1993. у Џакарти 7,5/13.
Представљала је Грчку на петнаест шаховских олимпијада од 1986. до 2014. године. Њени најбољи резултати били су на 28. Шаховској олимпијади у Солуну 1988. године, где је постигла резултат 8,5/12 и завршила шеста на првој резервној табли, и на 35. Шаховској олимпијади на Бледу 2002. године, где је постигла резултат 8,5/13 са оценом перформанса од 2435, и завршила девета.
Представљала је Грчку на девет Европских екипних првенстава у шаху за жене од 1992. до 2011. године, и освојила је златну медаљу на другој табли у Дебрецину 1992. године. Освојила је две појединачне златне медаље (у Мангалији 1992. и Варни 1994.) и једну екипну златну медаљу (у Варни 1992.) на шаховским Балканијадама за жене. 
Између 27. и 28. фебруара 2002. године, Ана-Марија Боцари је постигла нови Гинисов светски рекорд у Калаврити, у Грчкој, играјући против 1102 противника за нешто више од 30 сати. Њен резултат је био +1095 =7–0. 
Освојила је титулу велемајстора за жене (WGM) 1993. године.
Освојила је титулу у женској конкуренцији на 7. Медитеранском шаховском првенству у Ријеци 2009. године.

## Лични живот
Била је удата за српског велемајстора Игора Миладиновића. Тренутно живи у Атини са ћерком Мелином Пагони (из другог брака).

## Спољни линкови
- (језик: енглески) Шахиста: Ана-Марија Боцари, рејтинг-картица ФИДЕ